# اولگا کوزاکووا
اولگا کوزاکووا (اوکراینی: Ольга Ігорівна Козакова؛ زادهٔ ۱۴ مارس ۱۹۵۱) بازیکن والیبال اهل اتحاد جماهیر شوروی سوسیالیستی است.